# 에어로빅 체조

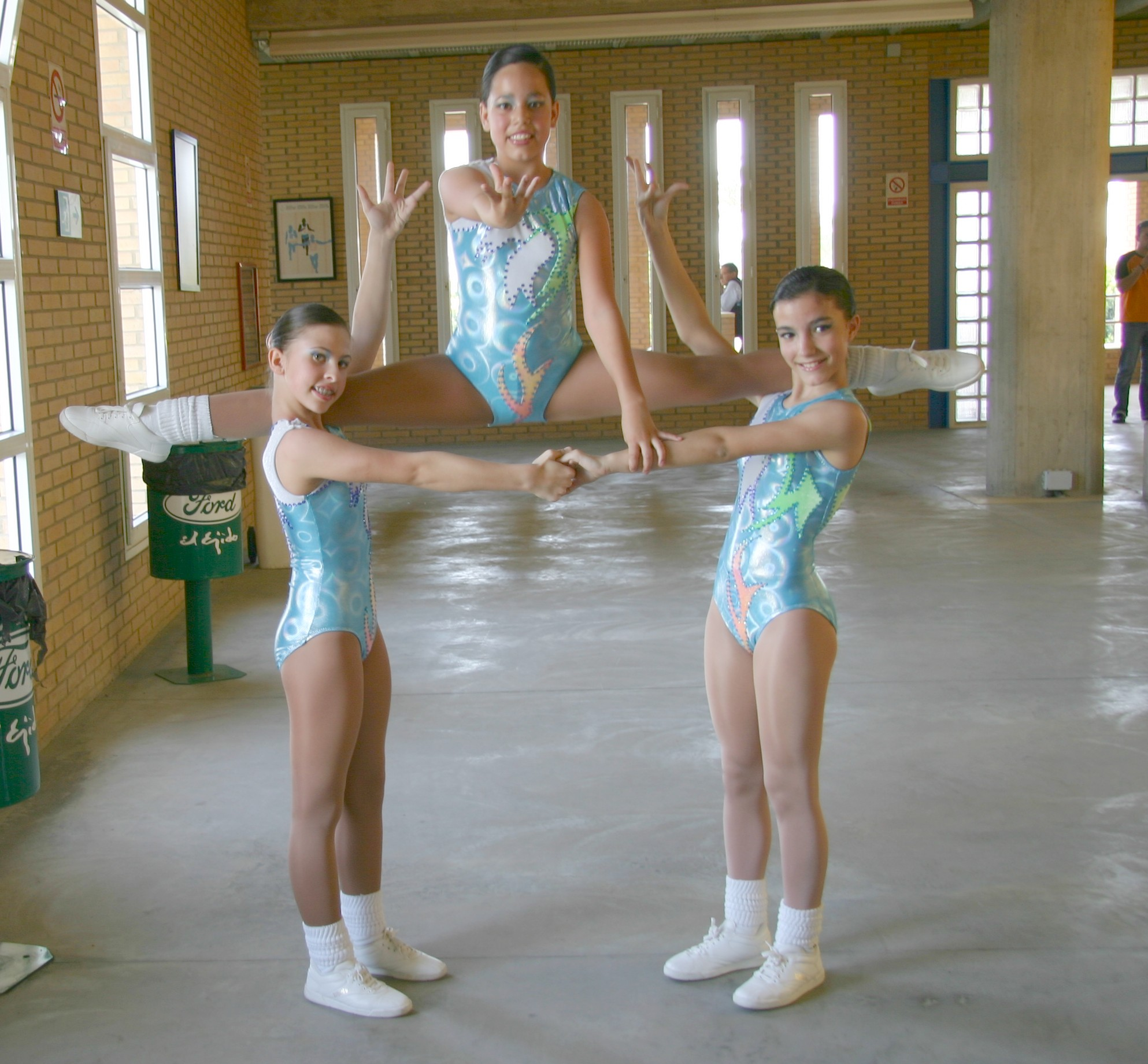

에어로빅 체조(aerobic gymnastics, sport aerobics)는 일정 시간 내에 음악에 맞춰 체조를 행하는 경기를 말한다.

## 개요
전통적인 에어로빅 댄스로부터 유래된 것으로 계속적으로 복합적이고 강도 높은 동작을 음악에 맞추어 수행할 수 있는 능력을 말하며, 루틴은 유연성, 힘과 7가지 기본 스텝을 이용하면서 높은 난도 요소의 완벽한 실시와 함께 계속적인 동작을 보여줘야 한다.

## 경기 종목
경기 종목은 개인전(IM, IW), 혼성2인조(MP), 3인조(TR), 5인조(GR) 부분이며 모든 경기는 1분 25초(±5초)를 기준으로 연기를 실시하며, 국제 체조 연맹(Federation International de Gymnasticque: F.I.G)의 규정에 의해 경기를 실시한다. 심판구성은 주심 1명, 난이도 심판 2명, 예술심판 4명, 실시심판 4명, 라인심판 2명, 타임심판 1명 등 총 14명으로 구성되어 있다.

## 같이 보기
- 아이돌 스타 육상 선수권 대회